# Liza richardsonii
Liza richardsonii és un peix teleosti de la família dels mugílids i de l'ordre dels perciformes.